# Хабибуллин, Наиль Раисович
Наиль Раисович Хабибуллин (22 июля 1979) — российский футболист, игравший на позиции полузащитника; тренер.

## Карьера
Воспитанник нефтекамского футбола. Начинал играть на взрослом уровне в коллективах физкультуры Башкортостана.
В 1999 году перешёл в клуб «Биохимик-Мордовия» (Саранск), где начал карьеру в профессиональном футболе. За шесть сезонов в составе клуба сыграл 171 матч во втором дивизионе. В 2005 году, после преобразований в саранском клубе футболист покинул его и вернулся в уфимский «Нефтяник», но и этот клуб спустя сезон потерял профессиональный статус. Затем в течение полутора сезонов игрок выступал за «СОЮЗ-Газпром» (Ижевск).
В середине 2007 года футболист перешёл в «Горняк» (Учалы), с которым победил в уральской зоне ЛФЛ, а в финальном турнире команда финишировала четвёртой. Затем два года игрок провёл в составе «Горянка» в первенстве ПФЛ и в 2009 году стал серебряным призёром зонального турнира. В 2010 году перешёл в «Башинформсвязь-Динамо» (Уфа), сезон спустя стал серебряным призёром зонального турнира ПФЛ в составе «Уфы», но там не был игроком основного состава. Затем в течение трёх сезонов выступал за «Волгу» (Ульяновск), с этим клубом становился серебряным и бронзовым призёром зонального турнира. В конце карьеры отыграл один сезон за «Носту».
Всего на профессиональном уровне в чемпионатах России сыграл более 400 матчей, все — во втором дивизионе. В Кубках России провёл 22 матча и забил один гол, участник матча 1/16 финала против игравшего в премьер-лиге «Терека» в 2015 году.
После окончания игровой карьеры некоторое время работал в тренерском штабе «Уфы» и тренировал юношеские команды.